# Bagropsis
Bagropsis es un género de peces siluriformes de agua dulce de la familia de los pimelódidos. Sus 3 especies habitan en aguas templado-cálidas y cálidas de América del Sur.

## Taxonomía
Este género fue descrito originalmente en el año 1874 por el naturalista danés Christian Frederik Lütken.
Localidad tipo
La localidad tipo referida es: “cuenca del río Das Velhas, curso fluvial que es afluente del río São Francisco, en el estado de Minas Gerais, Brasil”.
Holotipo
Los ejemplares sintipos designados son los catalogados como: BMNH 1876.1.10.9 (1), NMW 45905 (1), ZMUC P 29630 (1), ZMUC P 29631 (1) y ZMUC P 29632 (1).
Subdivisión
Este género se subdivide en 3 especies: 
- Bagropsis atrobrunneus (Vidal & Lucena, 1999)[1]
- Bagropsis paranaensis (Britski & Langeani, 1988)[2]
- Bagropsis reinhardti Lütken, 1874

Historia taxonómica
El género Bagropsis fue —durante 138 años— reconocido como monotípico, por incluir una única especie: Bagropsis reinhardti, endémica de la cuenca del río São Francisco. Esta situación cambió en el año 2012, ya que en su tesis de doctorado, Marcelo Salles Rocha trasladó a Bagropsis dos especies que desde sus descripciones originales eran tratadas como pertenecientes al género Pimelodus: Pimelodus atrobrunneus y P. paranaensis.

## Características
Este género se caracteriza por varias sinapomorfias: presencia de dientes en el vómer, foramen del nervio trigémino-facial bipartido, poco desarrollo del aserrado en el margen anterior de la espina de la aleta pectoral, presencia de proceso posterior del premaxilar, aleta adiposa con el margen anterior redondeado y proceso posterior del parieto-supraoccipital triangular y plano. Su coloración es mayormente amarronada.

## Distribución
Son especies naturalmente escasas y poco colectadas. Fueron capturados en el río Paraná Superior, en el medio y alto río Uruguay y en la cuenca del río São Francisco, en el nordeste brasileño.